# Song Beater: Quite My Tempo!
Song Beater: Quite My Tempo! je česká videohra z roku 2019, za kterou stojí malé nezávislé studio Playito.com. Jedná se o hudební rytmickou hru pro virtuální realitu, jež není klonem hry Beat Saber.

## Hratelnost
Hra funguje na jednoduchém principu; hráč, na kterého se po výběru konkrétní písně vznášejí žluté a fialové terče různou rychlostí, v různé výšce a vzdálenosti, má na rukách nasazené různě barevné boxerské rukavice s hroty. Jeho úkolem je tyto terče trefit správnou barvou rukavic. Kromě zasahování terčů se musí také sklánět, přeskakovat a uhýbat různým překážkám v podobě laserů a stěn.
Song Beater nabízí šest herních módů včetně multiplayeru a více než 60 různých skladeb s možností přidání si skladeb vlastních. Tyto skladby si hráči mohou sami namapovat, stáhnout už hotové anebo nechat pomocí umělé inteligence vytvořit. Hrát se dá v osmi různých prostředích.